# Trachelosaurus
Trachelosaurus is een geslacht van uitgestorven vroege archosauromorfe reptielen van de Protorosauria binnen de monotypische familie Trachelosauridae die oorspronkelijk werd beschreven als een dinosauriër, totdat het in 1988 opnieuw werd beschreven door Robert L. Carroll. De typesoort Trachelosaurus fischeri werd beschreven in 1917 door Ferdinand Broili & Eugen Fischer op basis van overblijfselen, gevonden in de Solling-formatie (Buntsandstein), Bernburg, Duitsland. De geslachtsnaam betekent 'neksauriër'. Het fossiel, een skelet zonder schedel, werd gevonden door D. Merkel. Het holotype heeft geen inventarisnummer. De anatoom Fischer maakte röntgenfoto's van de steenplaat, indertijd een geheel nieuwe methode van onderzoek.